# MVP de la Basketball Bundesliga
El MVP de la Basketball Bundesliga es el galardón que se concede al mejor jugador de la Basketball Bundesliga, la primera categoría del baloncesto en Alemania. Desde el año 2005 el ganador es elegido por los entrenadores, los capitanes de los equipos y representantes de la prensa especializada.

## Ganadores

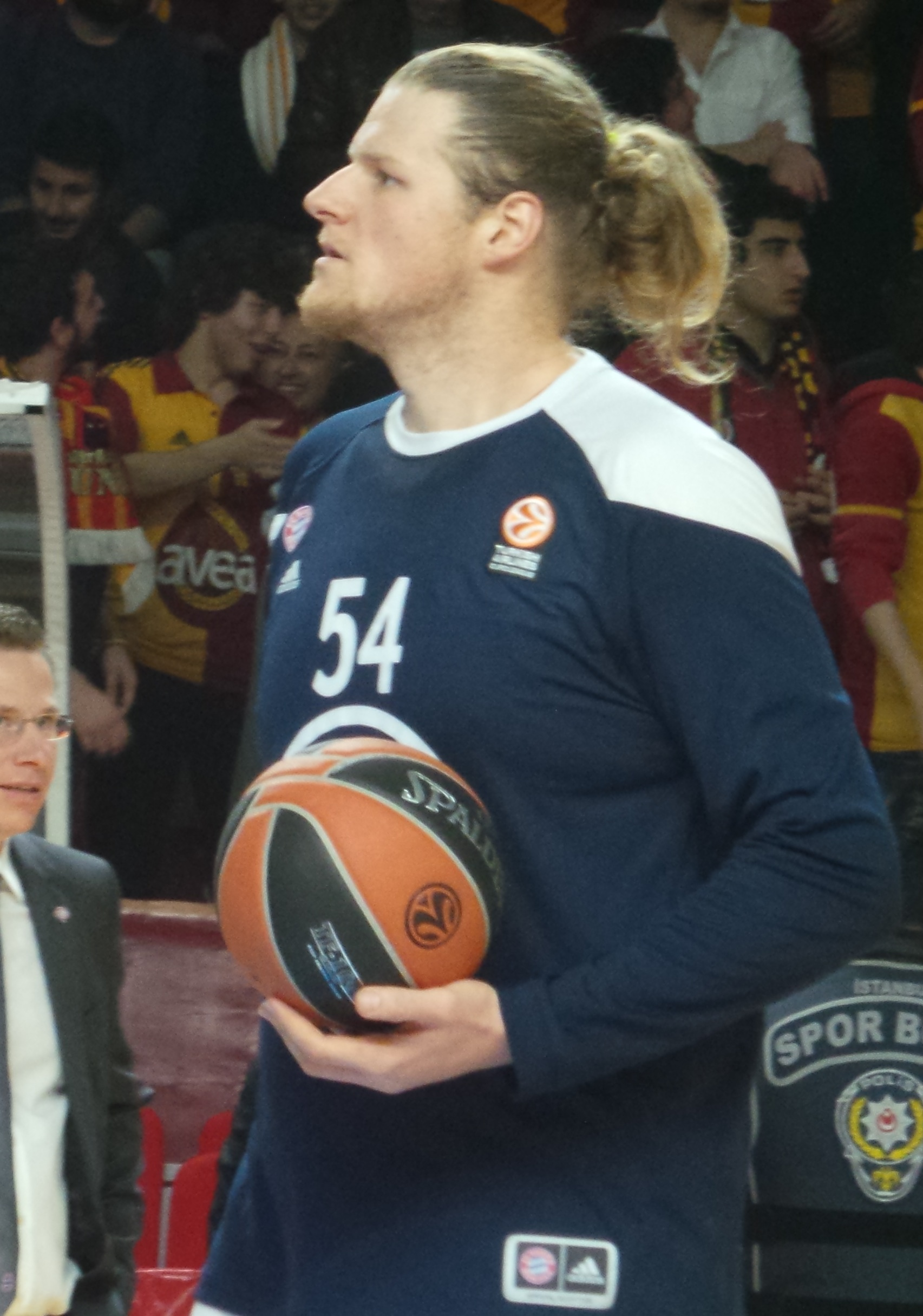
John Bryant, ganador en 2012 y 2013

| Jugaror (X) | Nombre del jugador y veces que ha conseguido el galardón (si es más de una) |
| §           | Denota que el club ganó la Basketball Bundesliga esa temporada              |

| Temporada | Jugador                                     | Posición                                    | Nacionalidad                                | Equipo                                      | Ref(s)                                      |
| --------- | ------------------------------------------- | ------------------------------------------- | ------------------------------------------- | ------------------------------------------- | ------------------------------------------- |
| 1987–88   | Mike Jackel                                 | Alero                                       | Alemania                                    | BSC Saturn Köln                             |                                             |
| 1988–89   | Hansi Gnad                                  | Pívot                                       | Alemania                                    | BSC Saturn Köln                             |                                             |
| 1989–90   | Henning Harnisch                            | Alero                                       | Alemania                                    | TSV Bayer 04 Leverkusen                     |                                             |
| 1990–91   | Henning Harnisch (2×)                       | Alero                                       | Alemania                                    | TSV Bayer 04 Leverkusen                     |                                             |
| 1992–93   | Kai Nürnberger                              | Base                                        | Alemania                                    | TTL Bamberg                                 |                                             |
| 1993–94   | Teoman Alibegović                           | Ala-Pívot                                   | Eslovenia                                   | ALBA Berlin                                 |                                             |
| 1994–95   | Michael Koch                                | Base                                        | Alemania                                    | TSV Bayer 04 Leverkusen§                    |                                             |
| 1995–96   | Henrik Rödl                                 | Alero                                       | Alemania                                    | ALBA Berlin                                 |                                             |
| 1996–97   | Wendell Alexis                              | Ala-Pívot                                   | Estados Unidos                              | ALBA Berlin§                                |                                             |
| 1997–98   | Wendell Alexis (2×)                         | Ala-Pívot                                   | Estados Unidos                              | ALBA Berlin§                                |                                             |
| 1998–99   | Dirk Nowitzki                               | Ala-Pívot                                   | Alemania                                    | DJK Würzburg                                |                                             |
| 1999–00   | Wendell Alexis (3×)                         | Ala-Pívot                                   | Estados Unidos                              | ALBA Berlin§                                |                                             |
| 2000–01   | Mark Miller                                 | Escolta                                     | Estados Unidos                              | Telekom Baskets Bonn                        |                                             |
| 2001–02   | Wendell Alexis (4×)                         | Ala-Pívot                                   | Estados Unidos                              | ALBA Berlin§                                |                                             |
| 2002–03   | Jovo Stanojević                             | Pívot                                       | Serbia                                      | ALBA Berlin§                                |                                             |
| 2003–04   | Pascal Roller                               | Base                                        | Alemania                                    | Opel Skyliners Frankfurt§                   |                                             |
| 2004–05   | Chuck Eidson                                | Alero                                       | Estados Unidos                              | Gießen 46ers                                |                                             |
| 2005–06   | Jovo Stanojević (2×)                        | Pívot                                       | Serbia                                      | ALBA Berlin                                 |                                             |
| 2006–07   | Jerry Green                                 | Base                                        | Estados Unidos                              | EnBW Ludwigsburg                            |                                             |
| 2007–08   | Julius Jenkins                              | Base                                        | Estados Unidos                              | ALBA Berlin§                                |                                             |
| 2008–09   | Jason Gardner                               | Base                                        | Estados Unidos                              | EWE Baskets Oldenburg§                      | [ 2 ]                                       |
| 2009–10   | Julius Jenkins (2×)                         | Base                                        | Estados Unidos                              | ALBA Berlin                                 | [ 3 ]                                       |
| 2010–11   | DaShaun Wood                                | Base                                        | Estados Unidos                              | Skyliners Frankfurt                         | [ 4 ]                                       |
| 2011–12   | John Bryant                                 | Pívot                                       | Estados Unidos                              | ratiopharm Ulm                              | [ 5 ]                                       |
| 2012–13   | John Bryant (2×)                            | Pívot                                       | Estados Unidos                              | ratiopharm Ulm                              | [ 6 ]                                       |
| 2013–14   | Malcolm Delaney                             | Base                                        | Estados Unidos                              | Bayern Munich§                              | [ 7 ] [ 8 ]                                 |
| 2014–15   | Jamel McLean                                | Ala-Pívot                                   | Estados Unidos                              | ALBA Berlin                                 | [ 9 ]                                       |
| 2015–16   | Brad Wanamaker                              | Base                                        | Estados Unidos                              | Brose Baskets                               | [ 10 ]                                      |
| 2016–17   | Raymar Morgan                               | Ala-Pívot                                   | Estados Unidos                              | ratiopharm Ulm                              |                                             |
| 2017–18   | Luke Sikma                                  | Alero                                       | Estados Unidos                              | Alba Berlin                                 | [ 11 ]                                      |
| 2018–19   | Will Cummings                               | Base                                        | Estados Unidos                              | EWE Baskets Oldenburg                       | [ 12 ]                                      |
| 2019–20   | Sin galardón debido a la pandemia COVID-19. | Sin galardón debido a la pandemia COVID-19. | Sin galardón debido a la pandemia COVID-19. | Sin galardón debido a la pandemia COVID-19. | Sin galardón debido a la pandemia COVID-19. |
| 2020–21   | Jaleen Smith                                | Base                                        | Estados Unidos                              | Riesen Ludwigsburg                          | [ 14 ]                                      |
| 2021–22   | Parker Jackson-Cartwright                   | Base                                        | Estados Unidos                              | Telekom Baskets Bonn                        | [ 15 ]                                      |
| 2022–23   | T. J. Shorts                                | Base                                        | Estados Unidos                              | Telekom Baskets Bonn                        | [ 16 ]                                      |
| 2023–24   | Otis Livingston                             | Base                                        | Estados Unidos                              | Würzburg Baskets                            | [ 17 ]                                      |
| 2024-25   | Jhivvan Jackson                             | Base                                        | Estados Unidos                              | FIT/One Würzburg Baskets                    | [ 18 ]                                      |

## Premios por nacionalidad
| País           | Total |
| -------------- | ----- |
| Estados Unidos | 24    |
| Alemania       | 9     |
| Serbia         | 2     |
| Eslovenia      | 1     |

## Premios por equipo
| Equipo                  | Total |
| ----------------------- | ----- |
| ALBA Berlin             | 13    |
| TSV Bayer 04 Leverkusen | 3     |
| ratiopharm Ulm          | 3     |
| Telekom Baskets Bonn    | 3     |
| DJK Würzburg            | 3     |
| Skyliners Frankfurt     | 2     |
| BSC Saturn Köln         | 2     |
| EWE Baskets Oldenburg   | 2     |
| EnBW Ludwigsburg        | 2     |
| TTL Bamberg             | 1     |
| Gießen 46ers            | 1     |
| Bayern Munich           | 1     |
| Brose Baskets           | 1     |